# Élisabeth de Riquet de Caraman

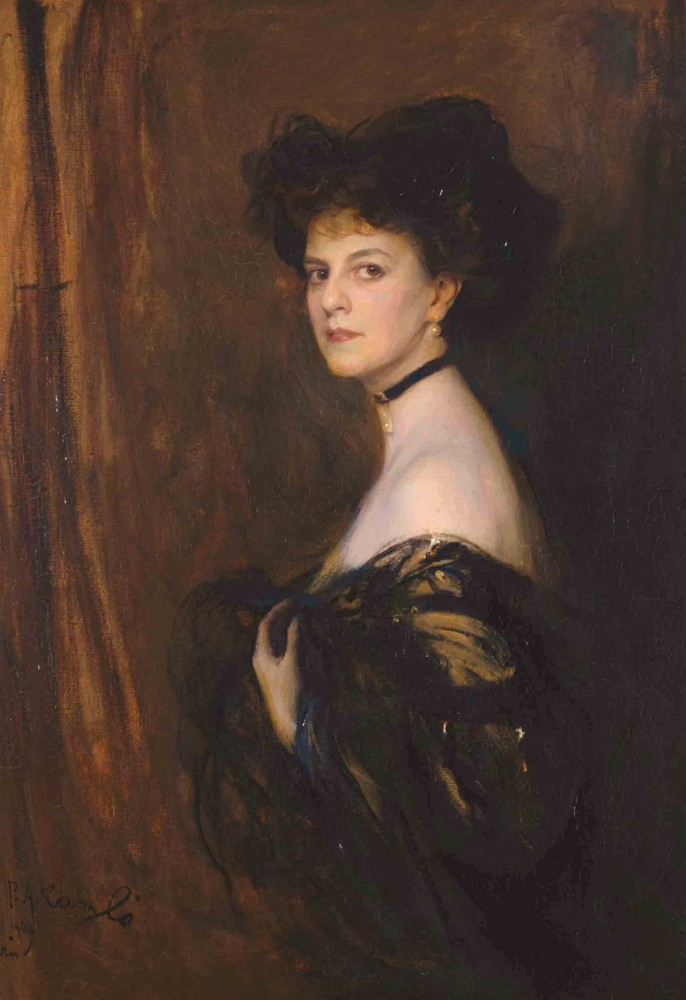
Élisabeth, condessa de Greffuhle em 1905, óleo de Philip Alexius de Laszlo

Princesa Marie Joséphine Anatole Louise Élisabeth de Riquet de Caraman-Chimay (Paris, 11 de Julho de 1860 - Lausanne, 21 de Outubro de 1952), mais conhecida como Condessa Henry Greffulhe, foi uma celebridade dos salões parisienses, famosa por sua beleza e elegância.
Semelhante a seu primo, o conde Robert de Montesquiou (1855-1921), ela possuiu considerável influência sobre certos artistas e escritores da sua época. Mas, ao contrário de Montesquiou, que era praticamente apolítico, ela demonstrou grande curiosidade por questões políticas, chegando a se envolver intelectualmente com alguns dos nomes monarquistas de destaque da sua época. Além de seu sincero interesse pelas matérias políticas, ela exibiu também grande curiosidade pelos estudos científicos, entre eles, os realizados por Édouard Branly (1844-1940), um dos precursores da invenção do rádio.
Montesquiou, ciente da sua inteligência, de seu gosto seguro, e da sua declarada admiração por sua 'missão' estética e seus escritos, publicou-lhe em homenagem, no seu livro de críticas Les Roseaux Pensants (Os Caniços Pensantes) (1897), um artigo intitulado le Quatour des Masques (O Quatour das Máscaras), no qual, algumas das reflexões, até então inéditas, da condessa Greffulhe, são esparsamente exibidas. Por uma questão de discrição, e talvez por saber da sugestão de Goncourt de não lhe publicar seus pensamentos, surpreendido pelo narcissismo explícito de seus textos; Montesquiou não menciona o nome da sua prestigiosa prima. Para Goncourt, a condessa e o conde eram almas gêmeas.